# Ling Long

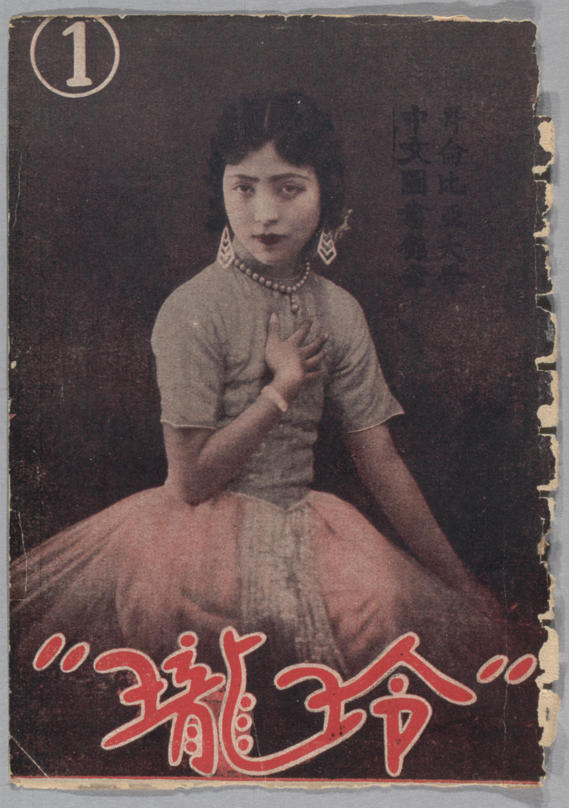
Omslaget på första utgåvan.

Ling Long ("Elegant och Fin") var en kinesiskspråkig damtidning som utgavs i Shanghai i Kina mellan den 18 mars 1931 och den 11 augusti 1937. Den var en av de mest framgångsrika damtidningarna i Kina under sin samtid.
Tidningen utgavs av Sanhe Publishing House i Shanghai med finansiering av Lin Zecang. Tidningen utgavs i fickformat och var indelad i två avdelningar: kvinnofrågor och underhållning. Det utgavs även ett antal extrabilagor. 
Ling Long uttalade mål var "att stödja kvinnors utsökta liv, och uppmuntra en högre underhållning i samhället". 
Tidningen nöjesavdelning innehöll reportage och nyheter om bland annat filmvärden i både Kina och Hollywood. Dess kvinnoavdelning innehöll en mängd ämnen, från kosmetika, barnuppfostran, mode och idrott till livsstilsreportage. Innehållet var huvudsakligen progressivt, men motsägelsefullt och visade ingen sammanhängande policy; vissa artiklar kunde uttala sig positivt om det moderna idealet i form av den nya kvinnan, medan andra artiklar i samma nummer kunde döma ut just detta som västerländsk kolonial dekadens. Dess huvudsakliga läsarkrets var dock kvinnliga studenter och kvinnor ur Shanghais moderna elit, som hade anammat en modern "västerländsk" livsstil. År 1944 sade en kvinnlig kinesisk författare att det inte fanns någon kinesisk studentska under 1930-talet som inte hade varit läsare av Ling Long. 
Ling Long utgav sitt sista nummer den 11 augusti 1937; samma månad utbröt det sino-japanska kriget genom slaget om Shanghai och tidningen upphörde efter 298 nummer. 
Tidskriften har delvis digitaliserats av Columbia University.